# Suitowie
Suitowie lub Suiti – niewielka grupa etnograficzna zamieszkująca głównie gminę Alsunga w zachodniej Kurlandii na Łotwie.

## Historia
Powstanie etnograficznej grupy Suitów wiąże się z luterańskim rodem Szwerynów, którzy byli właścicielami Alsungi. Jan Ulryk Szweryn (syn marszałka Jakuba Szweryna) przeszedł na katolicyzm, aby poślubić polską szlachciankę Barbarę z Konarskich (do ślubu doszło w 1619 roku). Wraz ze Szwerynem na katolicyzm przeszła znaczna część jego poddanych, mieszkańców Alsungi i okolic. Kościół w Alsundze został odebrany luteranom i przyznany katolikom z inicjatywy Szwerynów. Dochodziło do konfliktów między luteranami a katolikami; jeden z nich rozstrzygał król Polski Władysław IV Waza, który potwierdził przyznanie kościołów w Alsundze i Jurkalne katolikom. Z czasem doszło do izolacji katolickich Suitów od luterańskiej większości w Kurlandii, która odnosiła się w większości wrogo do nawróconych na katolicyzm; Suitowie stworzyli własne tradycje i własną kulturę.

## Współczesność i zwyczaje
W 2001 roku powstało Centrum Kultury Etnicznej Suiti zrzeszające gminy Alsunga, Windawa oraz Kuldyga (gminy z największą populacją Suitów); centrum zajmuje się zachowaniem i promocją kultury Suitów. Przestrzeń kulturowa Suiti została wpisana w 2009 roku na Listę niematerialnego dziedzictwa kulturowego wymagającego pilnej ochrony. Przestrzeń kulturowa Suitów charakteryzuje się specyficznymi zwyczajami takimi jak kobiecy śpiew z burdonem, gra na dudach, lokalne obrzędy weselne i barwne stroje ludowe. Zwyczaje są przekazywane w wielopokoleniowych rodzinach. Kultura Suitów stanowi połączenie tradycji przedchrześcijańskiej i obrzędowości katolickiej.

## Obecność w kulturze
Historię miłości między Janem Ulrykiem Szwerynem a Barbarą z Konarskich oraz początków wykształcania się grupy Suitów opowiada opera Saga Suitów (Suitu sāga) autorstwa Riharda Dubry, do której libretto napisał ks. Gatis Mārtiņš Bezdelīga.